# امیرغازی
امیرغازی (به لاتین: Emirgazi) یک منطقهٔ مسکونی در ترکیه است که در استان قونیه واقع شده‌است. امیرغازی ۱٬۰۷۸ متر بالاتر از سطح دریا واقع شده‌است.